# قائمة حلقات ماروكو الصغيرة
قائمة حلقات أنمي ماروكو الصغيرة:
الموسم الأول عرض في 7 كانون الثاني 1990 حتى 27 أيلول 1992 على 142 حلقة بأغنية بداية واحدة واغنيتان للنهاية.
الموسم الثاني عرض في 8 كانون الثاني 1995 ومازال يعرض حتى الآن، ووصلت عدد حلقاته لأكثر من 1109 حلقة.

## الموسم الأول (1990–1992)
| #  | العنوان                                                                                      | تاريخ العرض          |
| -- | -------------------------------------------------------------------------------------------- | -------------------- |
| 1  | "مارو-تشان تنافس الأشقاء" (「まるちゃんきょうだいげんかをする」の巻)                         | 7 كانون الثاني 1990  |
| 1  | "مارو-تشان ، و مزاج السنة الجديدة" (「まるちゃんはまだおとそ気分」の巻)                      | 7 كانون الثاني 1990  |
| 2  | "في بيتنا معلم" (「家庭教師がやってきた」の巻)                                               | 14 كانون الثاني 1990 |
| 2  | "مارو-تشان تشتري منبة" (「まるちゃん目覚まし時計を買う」の巻)                                | 14 كانون الثاني 1990 |
| 3  | "يوم زيارة المعلم" (今日は家庭訪問」の巻)                                                    | 21 كانون الثاني 1990 |
| 3  | "لنلتقي بالفتى المتغطرس" (生き物係のキザ野郎参上」の巻)                                      | 21 كانون الثاني 1990 |
| 4  | "مارو-تشان تتعلم ركوب الدراجة (الفصل الأول)" (「まるちゃん自転車の練習をする」の巻（前編）)  | 28 كانون الثاني 1990 |
| 4  | "مارو-تشان تتعلم ركوب الدراجة (الفصل الثاني)" (「まるちゃん自転車の練習をする」の巻（後編）) | 28 كانون الثاني 1990 |
| 5  | "مارو-تشان تحصل على شهادة!" (「まるちゃん賞状をもらう」の巻)                                 | 4 شباط 1990          |
| 5  | "مارو-تشان تصاب بالزكام!" (「まるちゃんカゼをひく」の巻)                                     | 4 شباط 1990          |
| 6  | (「まるちゃんたち犬をひろう」の巻)                                                           | 11 شباط 1990         |
| 7  | "أسرتي تأكل طعامًا من المطبخ الفرنسي" (「みんなでフランス料理を食べに行く」の巻)              | 18 شباط 1990         |
| 7  | "!مارو-تشان تكره سباق الماراثون" (「まるちゃんはマラソンがイヤ」の巻)                        | 18 شباط 1990         |
| 8  | "عيد الحب الحزين" (「悲しきバレンタインデー」の巻)                                           | 25 شباط 1990         |
| 8  | "هاناوا-كن يدخل مسابقة للغناء" (「花輪君子供歌合戦に出場する」の巻)                          | 25 شباط 1990         |
| 9  | "مارو-تشان تتدرب على الناي" (「まるちゃん笛の練習をする」の巻)                               | 4 آذار 1990          |
| 9  | "أريد أكل الثلج!" (「雪を食べたい」の巻)                                                     | 4 آذار 1990          |
| 10 | "مارو-تشان تزور أقاربها في مكان بعيد" (「まるちゃん遠くのしんせきの家に行く」の巻)           | 11 آذار 1990         |